# По закону
«По закону» (альтернативное название «Трое») — советская чёрно-белая психологическая драма 1926 года режиссёра Льва Кулешова по мотивам рассказа Джека Лондона «Неожиданное». Главные роли исполнили супруга режиссёра Александра Хохлова, Сергей Комаров и Владимир Фогель.

## Сюжет
Группа из пяти золотоискателей находит крупное месторождение. Однажды один из старателей в припадке ярости убивает двух старателей. Двое оставшихся, супружеская пара Нильсенов, обезоруживают убийцу, но перед ними встаёт проблема: свершить правосудие самим или на свой страх и риск попытаться вернуться в лоно цивилизации и отдать преступника на общественный суд.

## В ролях
- Александра Хохлова — Эдит Нельсон
- Сергей Комаров — Ганс Нельсон, муж Эдит
- Владимир Фогель — Майкл Деннин, преступник
- Порфирий Подобед — Дэтчи
- Пётр Галаджев — Харки

## Съёмки
«Постановки фильма режиссёр добивается с трудом: на студии не верят, что можно поставить фильм в одной декорации с тремя актёрами и при этом удержать внимание зрителя».
«Съёмки проходят напряженно. Группа работает каждый день, с семи вечера до восьми утра — на морозе, в ледяной воде. Актёры отогреваются в нетопленной избушке и запивают бутерброды с колбасой небольшими порциями чистого спирта, который им выдают из-за физически тяжелых условий работы. Домик, в котором на глазах творится настоящая драма, построен на одном из полуостровков Москвы-реки, в весеннее половодье он всегда покрывается водой. В тот год с наступлением весны неожиданно начинается наводнение, и вода заливает домик все больше и больше. Снимая, оператор Кузнецов с камерой отступает каждые десять минут. Аппарат все время стоит в воде, а режиссёра и оператора не спасают даже высокие охотничьи сапоги. При съемке крупного плана Фогель два с половиной часа лежит связанным на льду под брандспойтом и искусственным ветром. Намокшие провода от аппаратуры то и дело бьют актёров током. Потом Хохлова скажет, что „электричество помогало ей лучше переживать“. От съёмки к съёмке группа не успевает просушить костюмы. Обувь для скорейшей просушки придумали засыпать горячим овсом».

## Восприятие
После выхода картины на экран её воспринимают не очень хорошо. "Часть критики находит картину «слишком тонкой» для широкого зрителя. В прессе можно было обнаружить иронические дискуссии критиков по поводу фильма и прочитать: «Фильма эта — сплошной садизм, истерика, надрыв, театр-гиньоль, утонченное мучительство». И дальше: «Абсолютно закономерно, что таких заядлых формалистов, как Шкловский и Кулешов, потянуло на этот сюжет, где есть за что зацепиться куцей анархистской идейке о том, какая бяка есть „закон“ и как несчастны становятся люди, связавшиеся с этим злым дядей».
Итальянский теоретик и историк кино Гуидо Аристарко заключает что это «лучшее произведение Кулешова». По мнению французских киноведов М. Бардеша и Р. Бразийака этот фильм и некоторые сцены из «Луча смерти» «имеют столь же важное значение для развития русского кино, как некоторые сцены Гриффита и Инса в истории американского кино» (Bardech et Brasillach, Histoire du cinema, Denoel et Steele, Paris, 1948). Характерен также отзыв Л. Муссинака: «Кулешов, который пытался открыть истинный смысл кино, так и не сумел этого достичь. Доказательством тому — «По закону». Но следует считать, что сцена смерти и финал фильма занимают в советском кино такое же место, как некоторые сцены из фильма Инса в истории американского кино» («La cinema sovietique», Librairie Gallimard, Paris, 1928).

### Рецензии
- Po zakonu (Dura Lex - Selon la loi) - La critique + Le test DVD
- Review by Chris Dashiell
- Bo’ness Hippodrome Silent Film Festival 2017 - day of Saturday 25th March
- Selon la Loi (1926) de Lev Kulechov
- DURA LEX de Lev Koulechov
- PO ZAKONU (BY THE LAW)